# Psoloptera aurifera
Psoloptera aurifera là một loài bướm đêm thuộc phân họ Arctiinae, họ Erebidae.